# Eckwersheim
 Eckwersheim  es una población y comuna francesa, en la región de Alsacia, departamento de Bajo Rin, en el distrito de Estrasburgo y cantón de Brumath.

## Demografía
| 529 | 548 | 656 | 793 | 910 | 958 | 934 | 941 | 903 | 933 | 929 | 883 | 848 | 906 | 865 | 890 | 934 | 878 | 879 | 858 | 799 | 795 | 750 | 772 | 740 | 714 | 669 | 670 | 771 | 906 | 1 112 | 1 266 | 1 424 |
| Para los censos de 1962 a 1999 la población legal corresponde a la población sin duplicidades (Fuente: INSEE [Consultar]) |     |     |     |     |     |     |     |     |     |     |     |     |     |     |     |     |     |     |     |     |     |     |     |     |     |     |     |     |     |       |       |       |